# Pierre-Bénite
Pierre-Bénite település Franciaországban, Métropole de Lyon különleges státuszú nagyvárosban (métropole: nagyjából „megyei jogú város”). Lakosainak száma 10 515 fő (2021. január 1.). Pierre-Bénite Lyon, Irigny, Oullins, Saint-Fons és Saint-Genis-Laval községekkel határos.

## Népesség
A település népességének változása:
| Lakosok száma | 10 132 | 10 257 | 10 582 | 10 390 | 10 461 | 10 397 | 10 508 | 10 515 |
|               | 2013   | 2015   | 2016   | 2017   | 2018   | 2019   | 2020   | 2021   |